# カバ科
カバ科（カバか、Hippopotamidae）は、偶蹄目（鯨偶蹄目とする説もあり）に分類される科。

## 形態
現生種はカバで体長350 - 400センチメートル、体重2,000 - 3,200キログラム。コビトカバで体長150 - 175センチメートル、体重180 - 275キログラム。全身は硬い皮膚で覆われるが、表面の角質層が薄いため長時間乾燥させるとひび割れる。
現生種は門歯と犬歯は発達し、一生伸び続ける。現生種は水中で水が入らないように鼻孔や耳穴は閉じることができる。胃は複数の室に分れるが、反芻は行わない。

## 分類
従来このグループはペッカリー科に近縁であるとされていた。以前は猪豚亜目に分類されていた。1999年には本科と旧鯨目CetaceaからなるクレードをWhippomorpha（Whippo=whale+hippo、鯨河馬形類）とする説が提唱された。同年に発表されたSINE法による分子系統解析では、本科は猪豚亜目の他科ではなく旧鯨目と姉妹群であるという解析結果が得られた。
カバの姉妹群はクジラ類である可能性が示唆され、「鯨偶蹄目」という分類群が創設された。しかし、始新世に現れたクジラ類との間には長いギャップがあり、カバの先祖は不明であった。この間を埋める存在とされたのが、アントラコテリウム科である。このグループは、下顎や歯列などカバと類似した形態を持っていたため、カバの祖先であると推定された。アントラコテリウムは始新世の終わりに出現した、小さな頭のカバのような姿をした半水棲の偶蹄類である。カバはこのアントラコテリウムから中新世ごろに分化し、進化してきたとされる。カバ科の動物が現れると、気候の変化などの影響もありアントラコテリウム科の動物は減少した。そして鮮新世の始めにアフリカに出現したメリコポタムスを最後に絶滅した。
現在この系統としてはカバとコビトカバが残っているが、遺伝的にはずいぶん離れている。
- 鯨凹歯類 Whippomorpha
  - クジラ亜目 Cetacea
  - †カイノテリウム属 Cainotherium（†は絶滅）
  - カバ科 Hippopotamidae
    - †ケニアポタムス属 Kenyapotamus
    - カバ亜科 Hippopotaminae
      - †ヘクサプロトドン属 Hexaprotodon
      - コビトカバ属 Choeropsis
        - Choeropsis liberiensis コビトカバ

      - カバ属 Hippopotamus
        - Hippopotamus amphibius カバ
        - †Hippopotamus gorgops ゴルゴプスカバ

## 生態
現生種はカバは草原に、コビトカバは森林に生息する。カバは時間帯によって活動域が異なり昼間は水中で過ごし、夜間になると陸上で採食を行う。採食場までの間に糞で臭い付けされた通路を作る傾向があり、コビトカバでは下生えが密生した環境ではトンネル状になることもある。
ほぼ陸生植物のみを食べる。内訳としてはコビトカバは林床や湿原で草本や根・果実などを食べ、カバはイネ科植物を食べる。
少なくとも現生種は水中で交尾を行うことが多い。

## 人間との関係
コビトカバは森林伐採による生息地の破壊、石油採掘による水質汚染、食用やトロフィー（狩猟戦利品）となる歯目的としての乱獲などにより生息数は減少している。
日本ではかば科（カバ科）単位で特定動物に指定されている